# Trotton with Chithurst
Trotton with Chithurst ist eine Gemeinde in West Sussex. Sie liegt an der A272 zwischen Midhurst und Petersfield. Die Volkszählung aus dem Jahre 2000 ergab, dass auf den 768 ha Fläche der Gemeinde 129 Haushalte existierten mit einer Bevölkerung von 328 Personen, davon 160 erwerbstätig. Es gibt in der Gemeinde zwei Kirchen, St George’s in Trotton mit Wandmalereien aus dem 14. Jahrhundert und St Mary's in Chithurst. Beide sind anglikanisch, aber St George’s wird einmal im Monat auch von Mitgliedern der British Orthodox Church genutzt. Im Jahre 1979 wurde in einem Landhaus ein buddhistisches Kloster gegründet, das Chithurst Buddhist Monastery.
Der Autor Thomas Otway (1652–1685) wurde in Trotton geboren.